# Elecciones parlamentarias de Filipinas de 1935
Las elecciones de los miembros de la Asamblea Nacional Filipina se llevaron a cabo el 16 de septiembre de 1935, de conformidad con la Ley Tydings-McDuffie que estableció la Mancomunidad Filipina. Los líderes del gobernante Partido Nacionalista, entonces dividido, Manuel L. Quezon y Sergio Osmeña, se reconciliaron y se presentaron juntos en las elecciones presidenciales como candidato a Presidente y Vicepresidente respectivamente, pero sus partidarios, los Democráticos y los Demócratas Pro-Independencia respectivamente, presentaron candidaturas separadas. El grupo de Quezon, los Nacionalistas Democráticos, obtuvo mayoría absoluta de dos tercios con 64 de los 89 escaños.
Con el Senado abolido, la Asamblea Nacional se convirtió en una legislatura unicameral, situación que duraría hasta 1946.